# كلاوس فون كليتزينغ
كلاوس فون كليتزينغ  (بالألمانية: Klaus von Klitzing) هو عالم فيزيائي ألماني ولد في 28 يونيو 1943. حاز على جائزة نوبل للفيزياء عام 1985 عن اكتشافه تأثير هول الكمي.
ولد كلاوس فون كليتزينغ بمدينة شرودا . وبعد إتمامه دراسة الفيزياء اهتم بأبحاث المجالات المغناطيسية الشديدة في مركز الأبحاث الفرنسي جرينوبل . وعمل 1980 استاذا بجامعة ميونيخ بألمانيا ويعمل فون كليتزينغ حاليا مديرا لمعهد ماكس بلانك للمواد الصلبة في شتوتغارت منذ عام 1985.

## الروابط الخارجية
- كلاوس فون كليتزينغ على موقع الموسوعة البريطانية (الإنجليزية)
- كلاوس فون كليتزينغ على موقع مونزينجر (الألمانية)
- كلاوس فون كليتزينغ على موقع إن إن دي بي (الإنجليزية)
- نبذة عن كلاوس فون كليتزينغ على الموقع الرسمي الأكاديمية الروسية للعلوم